# Joaquim Horta i Massanés
Joaquim Horta i Massanés (Barcelona, 20 de novembre de 1930 − Barcelona, 16 de setembre de 2013) fou poeta, traductor i editor català.
Nascut en una família d'impressors i editors, Joaquim Horta i Boadella n'era el seu avi, s'especialitzà en art gràfic, dirigint entre 1950 i 1965 les col·leccions Fe de Vida, i Signe, d'assaig i poesia. Va editar els Quaderns de Teatre de l'Associació Dramàtica de Barcelona, amb obres d'autors estrangers, traduïdes per primera vegada al català, i també d'autors del país. El 1955 es dona a conèixer com a poeta amb la publicació de Poemes de la nit. Posteriorment publica diversos poemaris que són recollits en part al volum antològic Home que espera: Selecció de textos (1955-1992). Josep M. Casanovas i Xavier Ribalta han posat veu i música a un bon nombre de les seves peces poètiques i la seva obra ha estat traduïda a l'italià, anglès, francès, neerlandès, castellà i portuguès, entre d'altres. També en destaquen els reculls Paraules per a no dormir (1960), Balanç d'última hora (1974), La finestra de la vuitena planta  (1980).